# Le Vau-Janot
Le Vau-Janot, appelé aussi menhir de la Peillonaie, est situé à Gomené dans le département français des Côtes-d'Armor.

## Description
Le menhir, en granite, mesure 5,70 m de hauteur pour 2,55 m de largeur et 2,45 m d'épaisseur au niveau du sol. Des fouilles clandestines ont permis de constater que le menhir est enterré sur une hauteur de 2,10 m.